# Imbuto separatore

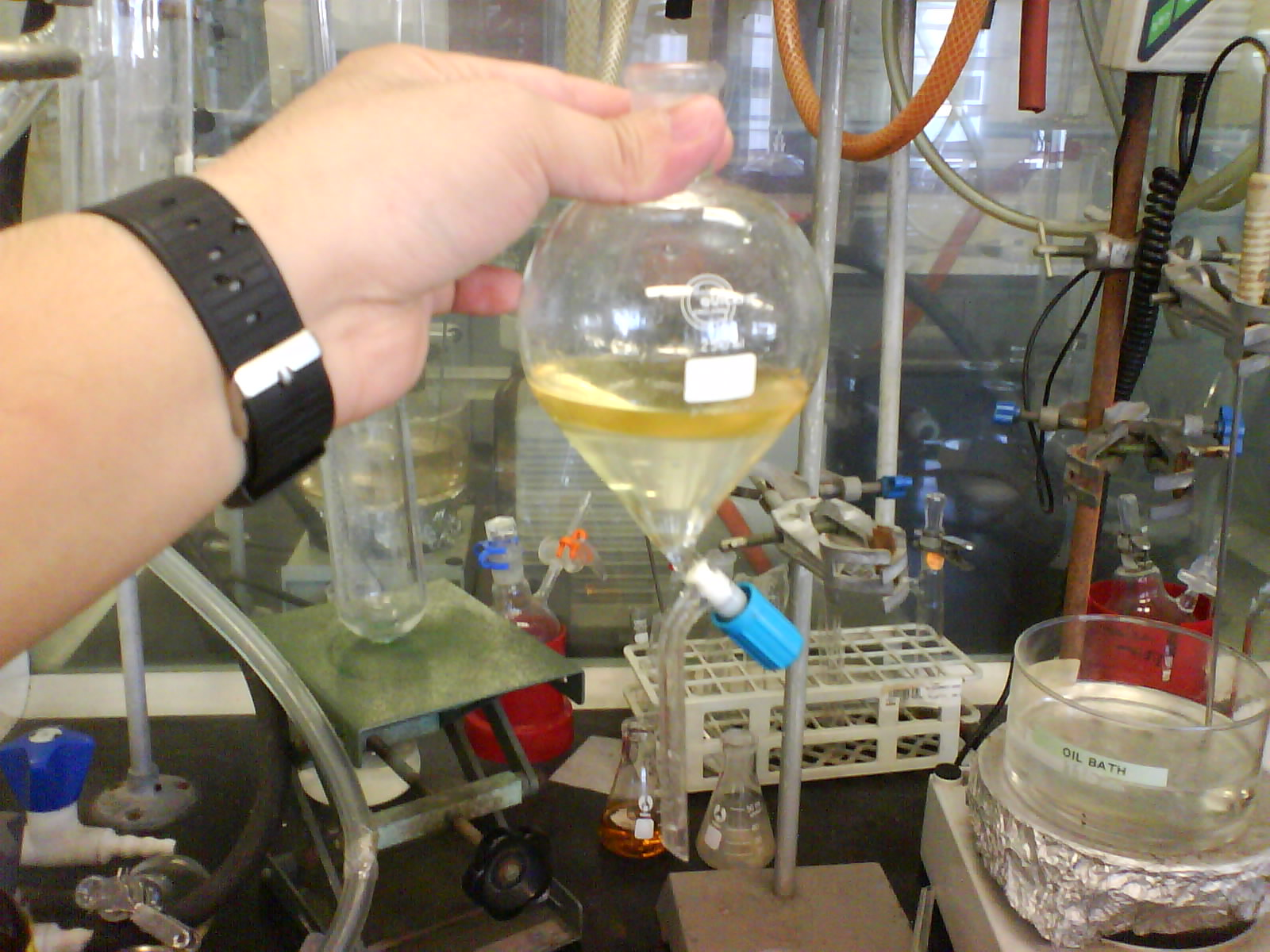
Imbuto separatore. La fase di etere con il composto giallo dissolto si trova in cima, mentre al fondo vi è la fase acquosa.

L'imbuto separatore è uno strumento da laboratorio chimico, utilizzato per estrazioni liquido-liquido, ovvero per le separazioni di miscele di liquidi immiscibili tra di loro con l'ausilio di una fase solvente, composta anch'essa da due differenti liquidi aventi densità diverse.
Solitamente, una delle due fasi sarà acqua (o analoga), mentre la seconda fase sarà un solvente organico apolare liposolubile, come per esempio etere, MTBE, diclorometano, cloroformio o acetato di etile.
L'imbuto separatore ha una forma conica sormontata da una semisfera; in alto presenta un'imboccatura in vetro smerigliato di dimensioni standard (di modo tale da poter essere tappato all'occorrenza con un tappo smerigliato), mentre in basso presenta un tubo lungo e stretto, chiuso da un rubinetto in Teflon o vetro. Le misure standard variano dai 50 ml ai 3 litri.
Solitamente, questi strumenti sono costruiti in Pyrex, data l'inerzia chimica e la resistenza al calore di questo vetro.

## Principio di funzionamento
Il principio di funzionamento è molto semplice: i due liquidi che compongono la fase solvente, andranno a miscelarsi con i liquidi da estrarre con i quali hanno la maggiore affinità: la fase polare si miscelerà con la parte più polare della miscela da separare, mentre la fase apolare farà la stessa cosa con la parte meno polare (secondo il principio il simile scioglie il simile).
A questo punto, dato il diverso peso specifico delle due fasi solventi, si depositeranno all'interno del pallone senza miscelarsi tra loro; solitamente, la maggior parte dei solventi organici hanno una densità minore dell'acqua, quindi saranno la parte superiore della miscela stessa, mentre la parte inferiore sarà il solvente acquoso. Un'importante eccezione a questa regola sono i solventi alogenati, in quanto hanno una densità maggiore di quella dell'acqua.

## Utilizzo
Anche l'utilizzo è semplice: attraverso l'imboccatura superiore, si inseriscono la miscela da separare e la fase solvente, si chiude con tappo e si agita vigorosamente; dopo di che si inverte l'imbuto e si apre il rubinetto, per permettere la fuoriuscita di eventuale gas formatosi durante la miscelazione, per evitare possibili esplosioni dell'imbuto.
Fatto questo, si posa l'imbuto sul sostegno apposito per imbuti separatori, dopo di che, ponendo un contenitore sotto il rubinetto (becher o simili), si apre questo e si lascia cadere per gravità la fase (solvente più liquido separato dalla miscela) che si trova nel fondo (come già detto, solitamente la fase acquosa). Una volta prelevata la fase inferiore, cambiando contenitore di raccolta si può procedere alla raccolta della seconda fase.